# Asuna (Sword Art Online)
Asuna Yuuki (結城 明日奈 Yūki Asuna?), a quien en su universo frecuentemente se conoce por el nombre de usuario de Asuna (アスナ?), es uno de los personajes principales de la serie de novelas ligeras Sword Art Online, escrita por Reki Kawahara e ilustrada por Abec. Es una de las figuras más conocidas de una franquicia que, a su vez, gozó de gran popularidad durante sus primeros años de publicación. Haruka Tomatsu proporcionó voz a este personaje en las adaptaciones a anime y, con respecto a los doblajes al español, las actrices son Eva María Bau, para España, y Ale Delint, para Hispanoamérica.
La personalidad y la función de Asuna en la historia cambian con el correr de los capítulos: al comienzo, se la retrata como una joven de escasa experiencia en videojuegos de realidad virtual que, junto con diez mil personas, queda atrapada en Sword Art Online, y de perder en este morirá en la vida real. Su temprano cruce con el protagonista, Kirito, produce un punto de inflexión en ella, porque alentada por este se convierte más adelante en una jugadora muy poderosa y respetada. Sin embargo, un nuevo encuentro con Kirito ocasiona que se enamore de él y que, paulatinamente, pase a desempeñar un papel semejante a una ama de casa. Esto no hace más que recrudecer en el siguiente arco narrativo, donde decididamente cumple la función de damisela en apuros. El autor de la serie fue objeto de críticas desde occidente por motivos como este y, desde entonces, perfiló a los personajes femeninos para que resultaran más independientes. De esa manera concibió a Asuna en la séptima novela, donde funge como protagonista.
El personaje suscitó críticas dispares de la prensa especializada, en parte porque su desarrollo no es estable. Su papel en los primeros capítulos se consideró adecuado, por ser una joven fuerte y una compañera competente para Kirito, pero su posterior dependencia hacia el protagonista fue severamente juzgada. Sin importar que su importancia en la historia paulatinamente se vuelva menor, su participación en la séptima novela recibió comentarios favorables de Anime News Network. Por otra parte, inspiró productos basados en su imagen, como figuras varias, ropa y relojes.

## Creación
El autor de Sword Art Online, Reki Kawahara, no se basó en ninguna figura para crear a Asuna y fue desarrollando al personaje con el transcurso de la trama. Se trata de una muchacha atrapada en un videojuego de realidad virtual mortal, junto con tantos otros usuarios, en principio hostil y decidida a superar la situación. El vestuario y la apariencia cambian dependiendo del arco —y, por ende, del videojuego— en que se encuentre, debido al afán del ilustrador, Abec, de modificar la imagen de los personajes cuando cambian de escenario. En ilustraciones a color o en el propio programa se la enseña como una adolescente de cabello anaranjado en la vida real, si bien, como ya se mencionó, su avatar es diferente en cada saga; por ejemplo, en el mundo de ALfheim Online conserva el uniforme que usa en Sword Art Online, pero en distintas tonalidades de color, además de que el pelo se vuelve azul. En la versión animada es interpretada por Haruka Tomatsu, quien la encontró «una persona ideal, [porque] sabe cocinar y es inteligente», mientras que en los doblajes en español las actrices que se encargan de ese trabajo son Eva María Bau, para España, y Ale Delint, para Hispanoamérica.
En los capítulos iniciales, funge como una usuaria competente y con influencia en la sociedad que se crea dentro del videojuego, y su posterior relación con Kirito no hace más que potenciar su figura. En ese punto, Kawahara comprendió que había creado un personaje idílico y que difícilmente hubiera obstáculos que la pareja principal no pudiera sortear. Por esa razón, al componer la segunda saga ideó una trama donde Asuna, por fuerza mayor, fuera incapaz de ayudar en nada a Kirito: la privó de su libertad, encerrándola en una jaula en tanto aguarda que el protagonista la rescate, e inadvertidamente la convirtió en una damisela en apuros. Como sobrevinieron críticas desde la escena internacional por la poca potestad demostrada no solo por Asuna, sino por todos los personajes femeninos de la franquicia, Kawahara comenzó a dotarlos de mayor autonomía. El cambio de curso se hace evidente en el siguiente arco narrativo, El rosario de la madre, protagonizado por Asuna y por una jugadora llamada Yuuki, quienes mantienen una relación de índole yuri, pero platónica. Este fue un primer intento del autor, seguidor de obras como Yagate Kimi ni Naru, de esbozar material de ese estilo.

## Historia

### En las novelas
La primera novela se desarrolla en 2022 en el marco del lanzamiento de Sword Art Online, videojuego de realidad virtual que tiene elementos de supervivencia y que está ambientado en Aincrad, un castillo de cien pisos. El primer día, el creador, Akihiko Kayaba, anuncia a los usuarios conectados que no podrán salir de la inmersión total hasta que alguno supere todas las zonas y, para peor, que de morir allí lo harán también en la realidad. Se presenta a Asuna como una bella joven que, junto con un probador beta llamado Kirito, a quien había conocido poco antes, vence al jefe del primer piso. Después de eso, no vuelven a verse hasta mucho más adelante, tiempo en el que Asuna, influida por Kirito, transiciona de muchacha poco experimentada a jugadora fuerte, cuya velocidad y uso del estoque le han merecido el apodo de Destello veloz. Tan es así que se ha convertido también en comandante de uno de tantos gremios que se originaron en la floreciente comunidad del videojuego, los «Caballeros de la Hermandad de Sangre». El cambio de personalidad resulta obvio también en el trato hacia los demás: para cuando se reencuentra con el protagonista, generalmente en reuniones donde se planifica el ataque a un jefe, es mucho más terminante con él.
La relación entre ambos se vuelve más amistosa a partir de un encuentro en el piso 59, donde Asuna por primera vez consigue usufructuar del ambiente de Sword Art Online, algo que cambia por completo su perspectiva sobre la vida allí. Para cuando se hallan en el piso 74, y después de que Kirito por poco muriera en una mazmorra, se enamoran y se casan. Tomándose un descanso del gremio, pasan la luna de miel en una cabaña del piso 22. En ese tiempo, la muchacha adquiere el papel de ama de casa, que se acompaña de un carácter maternal una vez adoptan a Yui, una inteligencia artificial que se transformó en niña para poder estar con ellos, porque se había maravillado con esta relación llena de «amor y felicidad». La dependencia emocional de Asuna hacia su ahora esposo es tal que, cuando vuelven al frente, le dice que se suicidaría en caso de que a él le sucediera algo. En la guarida del jefe del piso 75 se desata la batalla final, dado que allí descubren que el verdadero enemigo es Heathcliff, líder de Caballeros de la Hermandad de Sangre, quien en realidad es Kayaba. En medio de un duelo entre este y Kirito, Asuna se sacrifica para salvar al protagonista, quien acaba venciendo y libera a todos. A pesar de haber muerto, la joven se mantiene con vida por decisión de Kayaba, quien conversa con ella y con Kirito en un plano paralelo.
Varios meses después, es de los pocos jugadores de Sword Art Online que continúan en coma. En realidad, permanece en otro videojuego de realidad virtual, ALfheim Online, retenida allí por Nobuyuki Sugō. Este es la mano derecha del padre de Asuna —un empresario— y planea casarse con ella en el mundo real, donde no será capaz de rechazarlo, para poder heredar. En el plano virtual, la mantiene encerrada en una jaula gigante y, con frecuencia, la acosa sexualmente. De este modo, el papel de la muchacha en este arco es secundario y un intento de escapar, infructuoso. Aun con las vicisitudes que se le presentan, el protagonista consigue rescatarla, y la saga concluye con ambos reuniéndose en la habitación de hospital. Su escasa participación se mantiene en el tercer arco argumental, pero funge como protagonista de la séptima novela, ambientada en 2026. En esta, los personajes se adentran en ALfheim Online, ahora de manera segura, y se topan con una jugadora a quien se conoce como Espada absoluta, que nunca ha perdido un duelo. Asuna la desafía y acaba descubriendo su identidad: es una niña llamada Yuuki, enferma terminal, con quien desarrolla una profunda amistad. A lo largo de la historia, se explora también la tensa relación entre Asuna y su madre.
En el arco más extenso de la serie, Alicization, nuevamente desempeña un papel secundario, mientras Kirito se encuentra atrapado en un mundo virtual llamado Underworld. Más adelante, acude en su ayuda, adentrándose en ese escenario tras obtener acceso a un personaje llamado Stacia la Diosa de la Creación, que le otorga ciertos poderes. El dúo de protagonistas consigue regresar al mundo real luego de un mes, no sin antes permanecer doscientos años en Underworld, por el tiempo de inmersión sumamente acelerado. Por otra parte, existe una serie paralela de novelas ligeras subtitulada Progressive, que relata los sucesos del primer arco, pero desde la perspectiva de Asuna. Allí, se desvela que su primera inmersión en un juego de realidad virtual fue justamente en Sword Art Online y que para entrar se hizo con el equipo de su hermano, Kouichirou, quien se había ido a un viaje de negocios.

### En otros medios

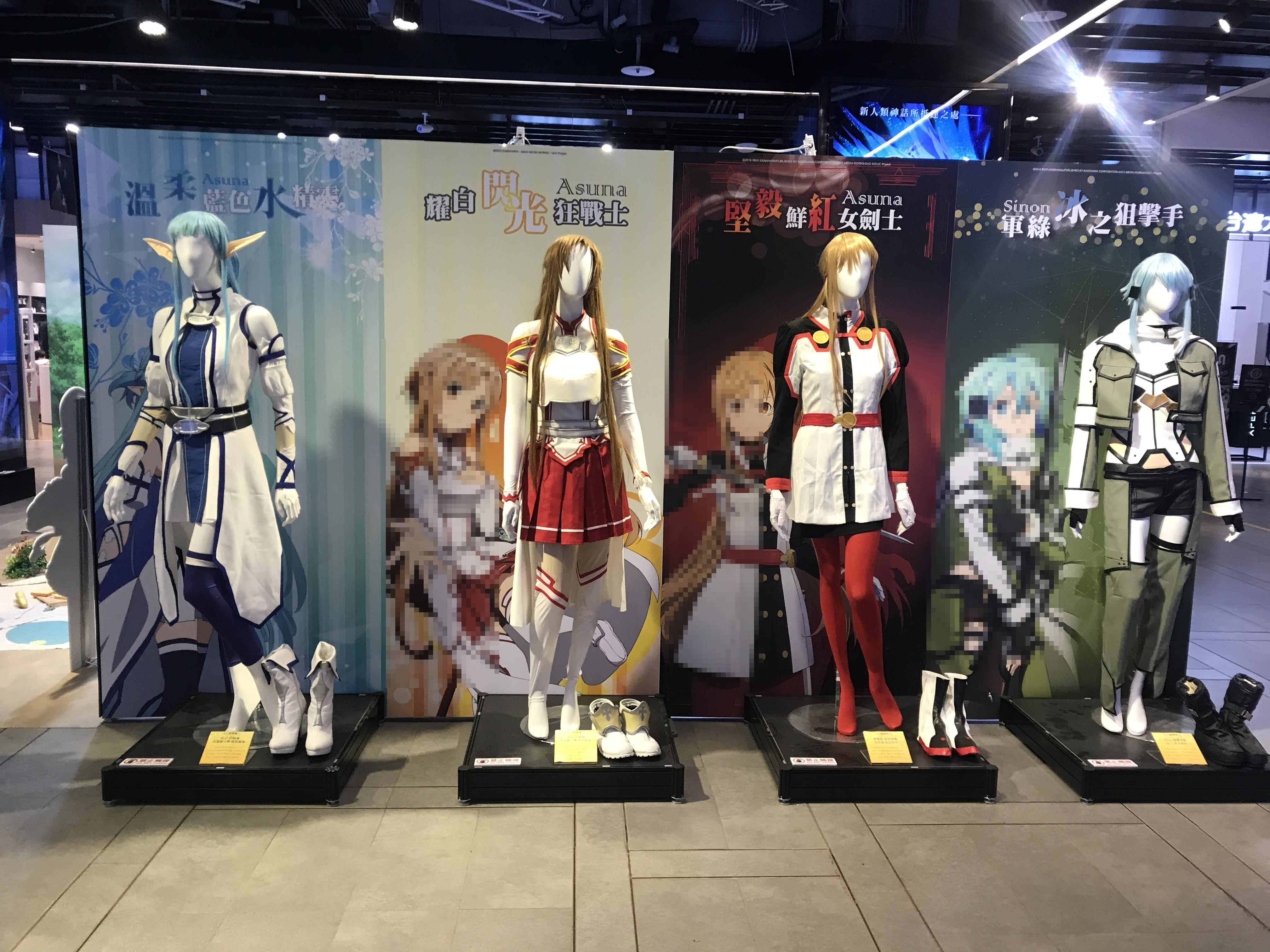
Exposición de trajes que el personaje usa —excepto el cuarto, de izquierda a derecha— en diferentes sagas

Por su función de personaje principal se la incluyó en, entre otros medios, mangas, animes, películas y videojuegos relacionados con la franquicia. El programa animado adapta fielmente el material original, al igual que las historietas, dado que en ambos casos Kawahara participó en la creación. Hay un manga derivado que se titula Sword Art Online: Girls Ops y que lo protagonizan los personajes femeninos principales, salvo Asuna. La serie es especialmente prolífera en materia de videojuegos, dado que cuenta con quince títulos, todos desarrollados por Bandai Namco. Más allá de las entregas basadas en Sowrd Art Online, Asuna es también un personaje seleccionable del videojuego para arcade Dengeki Bunko: Fighting Climax (2014), como tantas otras figuras de la editorial Dengeki Bunko. De manera semejante, actúa de jefa en Tales of Arise (2021) a partir de que este habilitara contenido descargable relacionado con Sword Art Online: Alicization Lycoris (2020).
En lo que a películas respecta, la primera adaptación cinematográfica en estrenarse fue Sword Art Online: Ordinal Scale (2017), ambientada después de los sucesos de la cuarta novela: en 2026, un videojuego de realidad aumentada goza de gran popularidad y Asuna es particularmente hábil en esta nueva forma de jugar, además de tener importante participación en la historia. Asimismo, se desempeña como protagonista de la segunda película de la franquicia, Sword Art Online Progressive: Aria of a Starless Night (2021), la cual, como indica el título, está basada en las novelas Progressive. No obstante, su participación en la secuela, Sword Art Online Progressive: Scherzo of Deep Night (2022), igualmente adaptada de esa serie, es marcadamente menor. Asimismo, apareció en la serie web canadiense Sword Art Online Abridged (2013), que reutiliza escenas de la primera temporada del anime y cambia los diálogos, a modo de parodia.

## Recepción

### Críticas

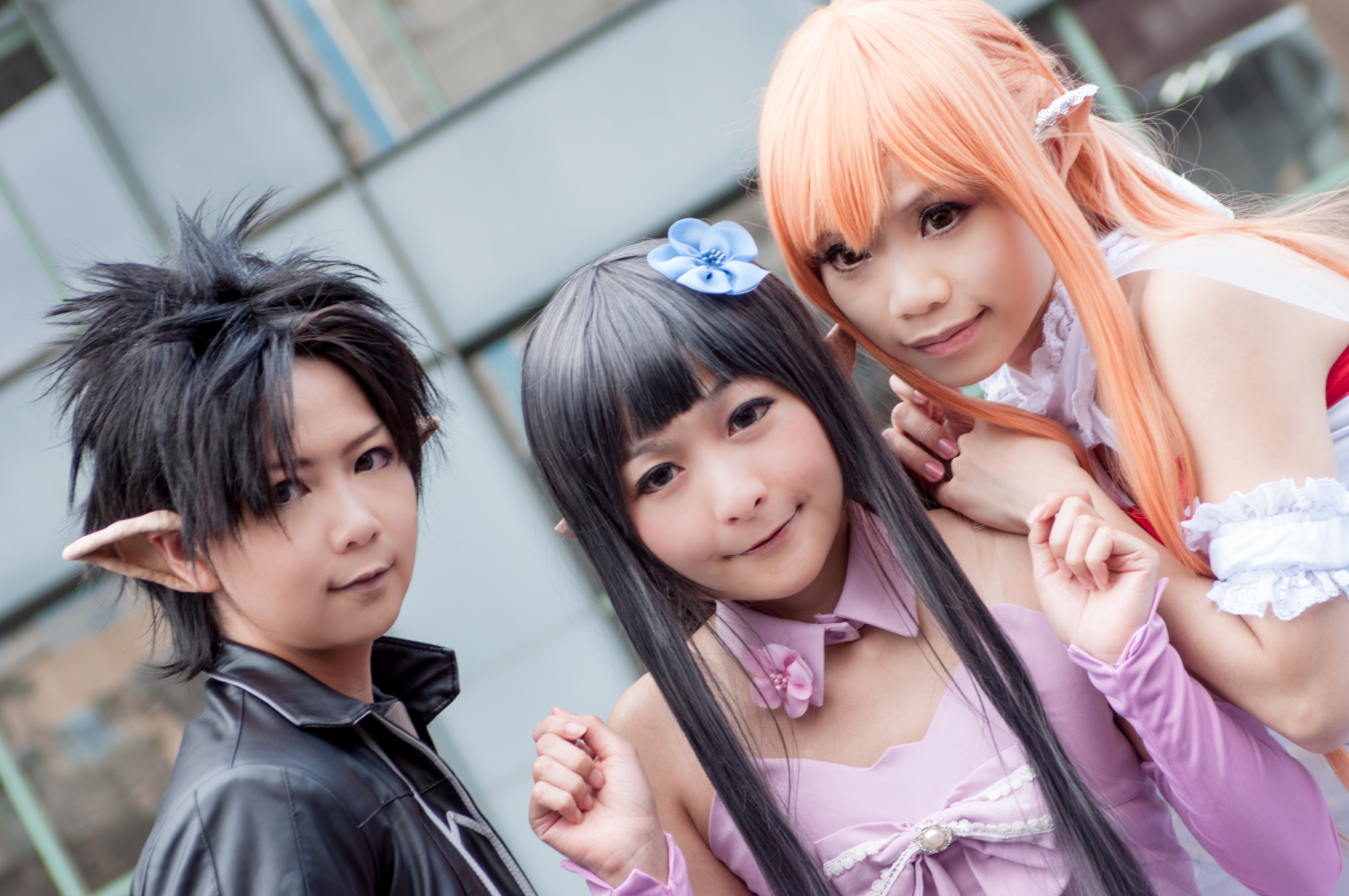
De izquierda a derecha: cosplayers de Kirito, Yui y Asuna, tal como aparecen en el segundo arco de la serie

El consenso de los especialistas es que en las novelas hay evidentes agujeros de guion y un pobre desarrollo de personajes. En cuanto a Asuna, a la hora de reseñar la primera, Theron Martin mencionó en Anime News Network que su papel capital en los Caballeros de la Hermandad de Sangre —el gremio más importante dentro del videojuego— está injustificado. Según Anthony Mazzuca, de Comic Book Resources, el hecho de que haya seguido con vida a pesar de haber muerto en Sword Art Online abarató el sacrificio que había realizado por Kirito momentos antes. Por otra parte, para Lynzee Loveridge, de Anime News Network, tanto Asuna como Kuroyukihime, protagonista de Accel World —otra de las obras de Kawahara—, son mujeres muy fuertes y capaces. Acerca del desarrollo que se aprecia después de que conociera a Kirito en el primer piso, Emedo Destiny publicó en Game Rant:

El desarrollo de personaje de Asuna deja un mensaje que todo el mundo debería aplicar. No interesa cómo hayas sido en el pasado, tienes el potencial de volverte más fuerte, de no rendirte. La travesía de Asuna es un recordatorio de que con la mentalidad correcta, trabajo duro y con el apoyo de los demás también, se puede superar cualquier obstáculo.

Charlie Ceates escribió en Cultured Vultures que la relación entre Asuna y Kirito es poco realista, puesto que a pesar de ser adolescentes forman un vínculo idílico y muy maduro en poquísimo tiempo. En cambio, indicó que en Sword Art Online Abridged se hizo un mejor trabajo, al citar de ejemplo que allí ambos se arrepientan de haberse casado tan pronto. Timothy Blake Donohoo, de Comic Book Resources, también elogió cómo se representa a la pareja en la versión paródica, donde comparten una visión misántropa del mundo. Martin afirmó que la relación no está bien desarrollada y el que ambos logren sortear situaciones inverosímiles resulta irrisorio.
La transición de heroína a damisela en apuros en la segunda saga acaparó las críticas en su contra; por caso, Barbara James escribió en Collider que este es uno de los mayores problemas de la serie, porque «en la primera parte, Asuna era la rival de Kirito, su par, pero aquí es simplemente un objeto de deseo». Del mismo modo, Rebecca Silverman opinó en Anime News Network que el personaje tiene una intervención «miserable» y que, durante buena parte de este arco, «se sienta a esperar que [Kirito] la rescate». La periodista no entendió la razón de «colocar a uno de los personajes más competentes en una posición de debilidad». En definitiva, tanto la prensa como los lectores concluyeron que el personaje había retrocedido en cuanto a desarrollo.
Cuando analizó el quinto volumen, Silverman aseveró que, aun cuando la participación de Asuna en esta historia es muy pequeña, era evidente que para entonces Kawahara seguía teniendo dificultades para escribir «mujeres creíbles». Otro analista de ese medio, refiriéndose a los sucesos de El rosario de la madre, destacó que la figura recobre importancia en la trama: «Asuna recupera algo de la potestad que tenía como comandante en Aincrad [y] su conexión con Yuuki es fructífera y complementaria, en especial después de revelarse la complicada situación de esta última». Del mismo modo, elogió que el personaje preste ayuda a Yuuki cuando esta atraviesa el momento más duro de su vida y que el vínculo se retroalimente, puesto que gracias a los consejos de su nueva amiga, Asuna hace las pases con su madre.
En cuanto a la recepción de las películas, a Alex Osborn le gustó el cambio de dinámica inicial en Ordinal Scale, donde es Asuna quien tiene la mayor habilidad en el videojuego, no Kirito. Así, el personaje «brilla, mostrándose como una persona talentosa y eficiente, no como un recurso de guion a quien hay que rescatar». Sin embargo, se decepcionó con el correr del largometraje, porque Asuna pasa a recobrar el papel de damisela en apuros. Esta característica no se manifiesta en la adaptación cinematográfica de la serie Progressive; en opinión de Claudio Portilla, de La Tercera, con el desarrollo de la trama en Aria of a Starless Night se aprecia un crecimiento en esta, y que los hechos se enseñen desde su perspectiva es «mucho más atractivo que en el anime original». Concluyó que la producción humaniza al personaje y trabaja mejor su relación con el resto de jugadores. Sin embargo, Portillo lamentó que en Scherzo of Deep Night la construcción lograda retroceda, dado que aquí «vuelve a ser la mismo del comienzo y de a ratos pierde protagonismo».

### Popularidad
En líneas generales, las figuras más populares de Sword Art Online son las mujeres, particularmente Asuna y Sinon. En múltiples oportunidades, se la incluyó en la lista de mejores personajes femeninos de la guía Kono Light Novel ga Sugoi!, donde votan lectores en Internet. Allí, quedó sexta en 2011; segunda en 2012 y 2013;
 cuarta en 2014, 2015 y 2017; quinta en 2016; y tercera en 2018 y 2019. Asimismo, inspiró variedad de cosplay, algo  notorio para Comic Book Resources aún en 2020: «No ha habido una convención de anime sin al menos cinco o diez cosplayers de Asuna y Kirito, y parece que la tendencia no se detendrá pronto».
A mediados de 2014, se la ubicó en la cuarta posición de la lista de los mejores personajes femeninos realizada por Newtype, en la que votaron los lectores de esa revista. También en 2014, Asuna y Kirito ganaron una encuesta de popularidad organizada por la página web Charapedia y donde diez mil personas eligieron a su pareja favorita. Figuraron también entre las parejas que «hacen el amor y la guerra» —es decir, que confían el uno en el otro en situaciones críticas— de Anime News Network, en la quinta posición. En 2015, la imprenta Dengeki Bunko lanzó una encuesta sobre los mejores diseños de personajes de Abec, para que los cinco primeros aparecieran en la portada del artbook del artista. Diferentes versiones de Asuna ocuparon cuatro de los treinta lugares, entre ellos el primero, por su aspecto como comandante de los Caballeros de la Hermandad de Sangre. Al mismo tiempo, el sitio web chino Bilibili pidió a sus lectores que votaran a los personajes que consideraran moe —que en el argot japonés se entiende como tierno o lindo—, en una elección donde Asuna salió tercera entre las figuras femeninas. Asimismo, en un listado que recopila votos de diez mil japoneses sobre qué nombre de personaje de anime le pondrían a sus hijos, Asuna quedó primera, con 362.

### Mercadotecnia

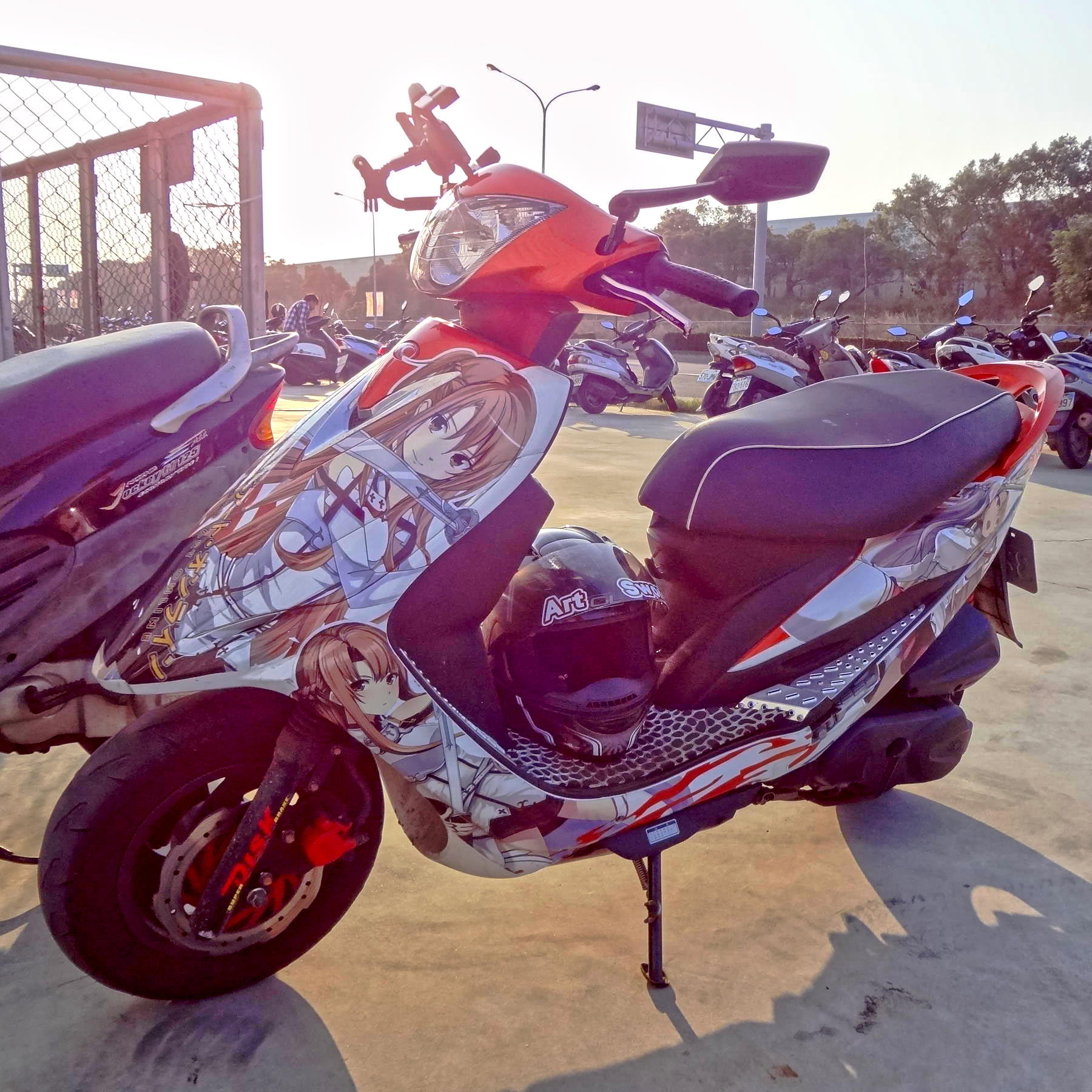
Vehículo decorado —Itasha— con imagen en Asuna, en Taiwán

Hay figuras de Asuna de diversos diseños, en virtud de los varios avatares que tiene en la historia. En 2015, cuando se estrenó la segunda temporada del anime, LexAct creó modelos de cristales, iluminados con ledes, con la imagen de varios personajes que salen en esos capítulos, tales como Asuna. También a modo de publicidad de esa temporada, A-1 Pictures diseñó perfumes cuyos aromas se asemejaban a las figuras del programa; el de Asuna es de fragancia dulce, con destellos de gálbano y jazmín. Como promoción de Sword Art Online: Ordinal Scale, Animate y Tokyo Otaku Mode confeccionaron una serie de artesanías tradicionales japonesas basadas en la película y, por tanto, en la imagen del personaje, como muñecas kokeshi y juego de tazas. Igualmente en el marco de este estreno, SuperGroupies lanzó una línea de chaquetas, calzado y relojes inspirada en Asuna, donde priman los colores blanco y rojo.
El 20 de junio de 2017, en conjunto con el anime, Tokyo Otaku Mode sacó a la venta gorros y bufandas basadas en esta figura. Del mismo proyecto surgieron también lentes para computadora, cuyo diseño de Asuna está modelado con base en su estoque, y zapatillas, inspiradas en su traje en el gremio de Sword Art Online. En 2019, Seiko comercializó relojes diseñados con imagen en el personaje y su estoque, que se vendieron exclusivamente en Hobby Stock. En 2020, Banpresto fabricó una pequeña figura de PVC/ABS que representa a Asuna en su encarnación de la diosa Stacia en Alicization.